# Melleray
Melleray är en kommun i departementet Sarthe i regionen Pays de la Loire i nordvästra Frankrike. Kommunen ligger i kantonen Montmirail som tillhör arrondissementet Mamers. År 2022 hade Melleray 446 invånare.

## Befolkningsutveckling
Antalet invånare i kommunen Melleray
| Referens: INSEE |